# Rec. 2020
ITU-R Recommendation BT.2020, 일반적으로 알려진 약어는 Rec.  2020 또는 BT.2020, SDR과 넓은 색역(WCG), 해상도, 프레임레이트, 색깊이, 컬러, 휘도-색도 컬러표현, 크로마 서브샘플링과 감마보정 등을 포함한 초고선명 텔레비전(UHD TV)의 여러 가지 측면을 정의한다. 첫번째 버전의 Rec.2020은 2012년 8월23일, ITU 웹사이트에 게제 되었으며, 두개의 후속 에디션이 지금까지 공개되었다. 그리고 Rec.2100에 의해 여러 가지로 확장 되었다.

## 기술 정보

### 해상도
Rec.2020은 두가지 해상도, 3840×2160 ("4K") 7680×4320 ("8K") 를 정의한다. 이 해상도는 가로세로비 의 16:9 이고 정사각형 픽셀을 사용한다.

### 프레임 레이트 (구동주파수)
Rec.2020는 다음 프레임 비를 지정한다. :120p, 119.88p, 100p, 60p, 59.94p, 50p, 30p, 29.97p, 25p, 24p, 23.976p. 순차주사방식만 허용한다.

### 디지털 표현력
Rec. 2020 은 샘플당 10비트 또는 12비트의 색깊이로 정의한다.
샘플당 10비트로 된 Rec.2020은 코드64로 정의된 블렉레벨과 940으로 정의된 노미널 피크를 사용한다. 코드 0-3 및 1,020–1,023은 타이밍 레퍼런스로 사용된다. 코드 4에서 63은 블랙 레벨 이하의 비디오 데이터를 공급하며, 코드 941부터 1,019 까지는 노미널 피크 이상의 비디오 데이터를 공급한다.
샘플당 12비트로 된 rec.2020은 코드 256으로 정의된 블랙레벨과 3760으로 정의된 노미널 피크를 사용한다. 코드 0-15 및 4,080–4,095은 타이밍 레퍼런스로 사용된다. 코드 16에서 255는 블랙레벨 이하의 비디오를 공급하며, 코드 3,761부터 4,079 까지는 노미널 피크 이상의 비디오 데이터를 공급한다.

### 시스템 컬러 측정
| 색 공간       | White point | White point | 기본 색상 | 기본 색상 | 기본 색상 | 기본 색상 | 기본 색상 | 기본 색상 |
| 색 공간       | xW          | yW          | xR        | yR        | xG        | yG        | xB        | yB        |
| ------------- | ----------- | ----------- | --------- | --------- | --------- | --------- | --------- | --------- |
| ITU R BT.2020 | 0.3127      | 0.3290      | 0.708     | 0.292     | 0.170     | 0.797     | 0.131     | 0.046     |

Rec. 2020(UHDTV/UHD-1/UHD-2) 색공간은 Rec.709 (HDTV) 색공간이 표현하지 못했던 색을 표현할 수 있다. rec.2020에 사용되는 RGB 원소는 CIE1931 색좌표계 상의 단색 라이트 소스와 동일하다. Rec.2020 원색의 파장은, Red는 630nm, Green은 532nm, Blue는 467nm이다. CIE1931 색좌표에서의 커버리지는, Rec.2020 색공간의 75.8%, DCI-P3 디지털 시네마 색공간의 53.6%, Adobe RGB 색공간의 52.1%, 그리고, Rec.709 색공간의 35.9%를 커버한다.
Rec.2020 색공간의 개발 기간동안 가상의 색 대신 실제의 색을 사용하기로 결정이 되어 디스플레이에 변환회로 없이 Rec.2020색공간을 화면에 보여줄수 있게 되었다.  넓은 색공간은 색간의 차이가 크기 때문에 Rec.2020에서 1비트 증가할 때는 Rec.709의 정밀도와 같거나 더 좋게 하는 것이 필요하다.
NHK는 디지털 극장을 위한 색깊이를 결정하는데 사용되어 온 Barten방정식을 이용하여 Rec.2020 색공간에 대한 대비 감도를 측정했다. Rec.2020색공간을 위한 11비트 데이터는 전체 휘도범위에서 시각적 변조 임계 값, 휘도가 1 변할 때 인지감도 아래에 있다. NHK는 그들의 UHDTV 시스템,슈퍼 Hi-Vision에 12 비트 RGB를 사용하는 것을 계획하고 있다.

### 전송 특성
Rec.2020은 감마보정을 위한 비선형 전송 기능 을 Rec.709에서 사용하던 것과 같이 정의하지만, 파라미터가 높은 정밀도로 주어졌을 때는 예외이다:
{\displaystyle }
- E 는 카메라 입력신호강도에 비례하는 신호이고, E'는 비선형 신호에 대응하는 것이다.
- α ≈1.09929682680944 이고,  β ≈0.018053968510807 (값은 연속된 기울기를 가진 연속된 함수를 달성할 때 선택됨)

표준은 실용적인 목적을 위해, 다음과 같은 값의 α 및 β 사용할 수 있다고 한다:
- α = 1.099 and β = 0.018 for 10-bits per sample system (the values given in Rec. 709)
- α = 1.0993 and β = 0.0181 for 12-bits per sample system

Rec. 2020 전달함수가 인코딩에 사용되는 동안, 거의 모든 상품이 ITU-R BT.1886에서 정의된 2.4감마를 사용하는 것처럼 보이며, ITU-R BT.2035에 정의된 것처럼 평가될 레퍼런스 모니터를 사용할 수 있을 것이라 기대된다.

### RGB 및 루마-크로마 포맷
Rec.2020은 RGB 및 루마-크로마 신호 형식으로 4:4:4 full-resolution샘플링과 4:2:2와 4:2:0 크로마 서브샘플링을 허용한다. 이는 두 가지 유형의 YCbCr 및 YcCbcCrc 로 불리는 루마-크로마 신호를 지원한다.
YCbCr 은 최우선순위가 SDTV와 HDTV의 '호환성'일 경우에 사용될 수 있다. YCbCr을 위한 luma (Y')신호는 가중평균 Y = KR⋅R' + (1−KRKB)⋅G' + KB⋅B'으로 계산되고, 감마 보정된 RGB 값(R'G'B')과 가중치 계수 KR = 0.2627, KG = 0.678KB = 0.0593를 사용한다. 유사한 방법으로, YCbCr을 위한 크로마 구성요소는  C'B = 2⋅(B−Y')/(1−KB) 와 C'R = 2⋅(R'−Y')/(1−KR)로 계산되고, 디지털 표현 Y', C'B,C'R 신호는 상수에 의해 스케일, 오프셋되며, 정수로 반올림 된다.
이 YcCbcCrc 방법은 "constant luminance"루마-크로마 표현이다. YcCbcCrc는 최우선순위가 제일 정확한 휘도정보 유지일 경우 사용될 수 있다. YcCbcCrc 에서의 휘도요소는 YCbCr을 구할 때와 같은 값의 계수를 이용하여 계산되지만, 감마보정된 R'G'B'보다는 선형 RGB 후 gamma 보정으로 계산된다. YcCbcCrc 에서의 크로마요소는 B'-'Y'와 R'−Y'값의 범위에 의존하는 방정식과 함께 Y',B',그리고 R'신호로부터 계산된다.

## 구현
HDMI 2.0 은 Rec. 2020 색공간을 지원한다. HDMI 2.0은 12비트 RGB를 2160p 해상도와 24/25/30 fps로 전송할 수 있으며, 아니면 12비트 4:2:2/4:2:0 YCbCr를 2160p 해상도와 50/60 fps로 전송할 수 있다.
Rec. 2020 컬러 공간은 H.264/MPEG-4AVC 과 H.265/높은 효율성 비디오 코딩 (HEVC)에 의해 지원된다. HEVC의 주요 10개 프로파일은 JCTVC-K0109의 제안에 기반해 추가 되었으며, 이는 10비트 프로파일을 가전을 위한 HEVC에 추가하도록 제안하였다. 이 제안은 향상된 비디오 품질을 허용하고 UHD TV에 사용될 rec.2020 색공간을 지원하기 위함을 주장한다.
2013년 9월 11일, ViXS 시스템즈는 XCode 6400 SoC를 발표했는데, 이는 4K 해상도 60fps, HEVC의 주요 10개 프로파일, 그리고 Rec.2020 색공간을 지원한다.

### 2014년
2014년 5월 22일, 나노시스는 퀀텀닷 향상필름(QDEF)을 Rec.2020색공간의 91%를 커버할 수 있도록 수정된 현재의 LCD TV에 사용한 것을 발표했다. 나노시스 엔지니어들은 개선된 LCD칼러필터를 이용하는 것이 Rec.2020색공간의 97%를 커버하는 LCD를 만드는 것이라 믿는다.
2014년 9월 4일, Canon,Inc., 캐논은 EOS C500과 EOS C500 PL 카메라모델과 DP-V3010- 4K 디스플레이에 Rec.2020색공간을 지원하는 펌웨어 업그레이드를 릴리즈 했다.
2014년 9월 5일, 블루레이 디스크 연합은 미래의 4K 블루레이 디스크 포맷은 초당 60프레임에서 4K UHD (3840x2160 해상도)를 지원할 것이라고 밝혔다. 표준은 높은 효율성 비디오 코딩 표준을 바탕으로 인코드 할 것이다. 4K 블루레이 디스크는 10비트 색깊이 증가에 따른 Higher Dynamic Range(HDR)와, Rec.2020 색공간을 이용한 더 넓은 색재현율 두가지 다 지원 할 것이다. 4K 블루레이 사양은 세가지 디스크 사이즈를 허용하고, 각각의 데이터 레이트는 : 50GB with 82Mbit/s, 66GB with 108Mbit/s, 100GB with 128Mbit/s이다. 첫 번째 Ultra HD 블루레이 타이틀은 2016년 3월 1일, 네곳의 슈튜디오에서 공식적으로 발표되었다.
2014년 11월 6일, 구글은 Rec.2020 색공간을 VP9 지원에 추가하였다.
2014년 11월 7일, DivX 개발자들은 DivX265 버전 1.4.21에 HEVC과 Rec.2020색공간의 주요 10개의 프로파일 지원이 추가되었다고 발표하였다.
2014년 12월 22일, 아비드 테크놀로지는 4K 해상도, Rec.2020색공간, 그리고 DNxHD코덱에 3,730Mbit/s 속도 지원이 추가된 미디어 컴포저 업데이트를 릴리즈 하였다.

### 2015년
2015년 1월 6일, MHL 컨소시엄은 120 fps, 8K 해상도, Rec.2020색공간, HDR, 32핀 reversible superMHL 커넥터, 40와트 충전을 지원하는 superMHL 사양을 발표했다.
2015년 1월 7일, Ateme 은 Rec.2020색공간을 자신들의 TITAN 파일 비디오 플랫폼에 지원하는 것을 추가했다.
2015년 3월 18일,  Arri 는 Arri Alexa 카메라의 SXT 라인이 4K해상도 Apple ProRes 녹화와 Rec.2020 색공간을 지원할 것이라고 발표했다.
2015년 4월 8일, Canon Inc.는 DP-V2410 4K 디스플레이와 EOS C300 Mark II 카메라가 Rec. 2020 색공간을 지원할 것이라고 발표했다.
2015년 5월 26일, NHK는 Rec.2020색공간의 98%를 커버하는 레이저다이오드 백라이트를 사용하는 4K LCD를 발표했다. NHK는 그 시점에서 발표한 4K LCD가 세계에서 제일 넓은 색재현율을 표현하는 디스플레이라고 주장했다.
2015년 6월 17일, Digital Projection International은 Rec.2020색공간을 지원한느 4K LED 프로젝터를 발표했다.

### 2016년
2016년 1월 4일, UHD Alliance는 Rec.2020색공간을 지원하는 울트라HD 프리미엄을 위한 사양을 발표했다.
2016년 1월 27일, VESA는 DisplayPort 버전 1.4가 Rec. 2020색공간을 지원할 것이라고 발표했다.
2016년 4월 17일, Sony는 Rec.2020 색공간을 지원하는 55인치 (140센티미터) 4K OLED 디스플레이를 발표했다.
2016년 4월 18일, Ultra HD 포럼은 Rec.2020색공간을 지원하는 것을 포함한 UHD Phase A를 위한 산업 지침을 발표했다.

### 2017년
SID display week 2017에서, AUO 는 Rec.2020색공간의 95%를 표현하는 5인치 폴더블 720p HD AMOLED를 전시했다. 비록 720p가 Rec.2020의 규격은 아니지만, 색공간은 꽤 많이 커버한다.

### 2018년
2018년 Consumer Electronics Show에서, LG Display는 세계최조 8K OLED 패널 쇼케이스행사를 진행하였다. Sony 는 10,000nit 휘도의 8k LCD 쇼케이스를 진행하였다. 주목할만한 이유는, HDR을 위한 PQ transfer function 이 10,000 nit를 허용하기 때문이다. HDMI 2.1 호환 칩셋들은 공개되었고, 56G HDMI를 포함한  케이블은 이미 상업용 제품이 있었다.
2018년 SID display week 에서, 여러 회사에서 Rec.2020색공간의 90%를 넘는 디스플레이를 전시하였다. JDI 는 RGB레이저 백라이트로 구동되는 17.3" LCD 8K 방송용 모니터의 개선품을 전시하였다. 이는 Rec.2020색공간의 97% 재현을 가능하게 한다.

## Rec. 2100
Rec. 2100은 2016년 6월 ITU-R Recommendation에서 릴리즈 하였는데, HDTV 1080p 과 4K/8K UHDTV 해상도를 위한 high dynamic range (HDR) 포맷을 정의한다. 이러한 포맷은 Rec.2020과 같은 컬러를 사용하지만, HDR을 위해서는 다른 전달함수를 사용한다. Rec.2100은 HDR에 사용하기 위해서 두개의 전달함수 정의를 포함한다:
- Perceptual Quantizer (PQ), SMPTE ST 2084에 이미 표준이 됨.
- Hybrid Log-Gamma (HLG), ARIB STD-B67에 이미 표준이 됨.

10비트 색깊이의 PQ 방식은 이미 HDR10이라 불리어왔다. 비슷한 경우로, 10비트 색깊이의 HLG 방식은 HLG10이라 불리어 왔다. UHD Phase A를 위한 Ultra HD 포럼의 지침은 Rec.709와 Rec.2020 색역에 기반한 10비트 색깊이 SDR 포맷, 그리고 Rec.2100의 HDR10과 HLG10포맷 지원을 포함한다.
전달함수를 제외한 Rec.2020과 같은 RGB와 YCbCr 색재현을 정의하는 것에 추가하여, Rec.2100도 마찬가지로 ICtCp 라고 알려진 constant 휘도 방식을 정의한다. Rec.2100은 Rec.2020의 YcCbcCrc 방식은 지원하지 않는다.

## 같이 보기
- UHDTV – Digital video formats with resolutions of 4K (3840 × 2160) and 8K (7680 × 4320)
- High Efficiency Video Coding (HEVC) – Video standard that supports 4K/8K UHDTV and resolutions up to 8192 × 4320
- Rec. 709 – ITU-R Recommendation for HDTV
- Rec. 601 – ITU-R Recommendation for SDTV
- Rec. 2100 – ITU-R Recommendation for HDR HDTV and UHD